# Орлов-Денисов, Василий Васильевич
Граф Васи́лий Васи́льевич Орло́в-Дени́сов (8 сентября 1775, Пятиизбянская, область Войска Донского, Российская империя — 24 января 1843, Харьков, Российская империя) — командир лейб-казаков во время Наполеоновских войн, генерал-адъютант, генерал от кавалерии (с 1826). Родоначальник графского рода Орловых-Денисовых.

## Происхождение
«Природный донской казак». Сын Василия Петровича Орлова, атамана Войска Донского, и внук (по матери) первого графа из казаков генерала от кавалерии Фёдора Петровича Денисова. Отец его владел богатыми землями на Дону, а после смерти деда, графа Денисова, не имевшего сыновей, к Василию Васильевичу перешла 26 апреля 1801 года фамилия деда и графский титул.

## Биография
С 12 лет был уже казаком на коне, а с 15 нёс сторожевую службу на берегах Чёрного моря.
Военную службу начал 4 января 1789 казаком, 4 октября того же года получил чин сотника. 3 июля 1799 года произведен в полковники. Живя в Петербурге, юный граф Орлов-Денисов вошёл в знакомство с Гавриилом Державиным, который покровительствовал знатному казаку и помог ему получить начальное образование. Немного знал французский и немецкий языки.
В 1807 году впервые принял участие в боевых действиях против французов при Гутштадте и Гейльсберге (награждён орденом Св. Георгия 4-го класса); 12 декабря пожалован в генерал-майоры. В 1808 году назначен командиром лейб-гвардейского Казачьего полка и вместе с ним воевал со шведами в 1808—09 годах.

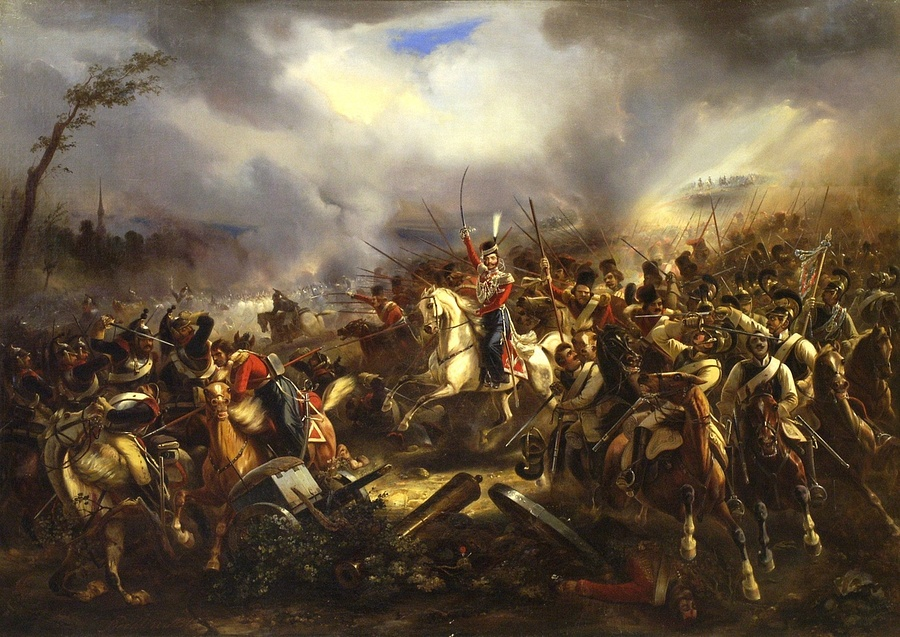
Карл Рехлин.«Атака лейб-казаков под Лейпцигом 4 октября 1813 года». В центре картины - Василий Орлов-Денисов.

31 января 1811 года удостоен звания генерал-адъютанта. В 1812 году находился в арьергарде и был контужен. В бою при Лубине удачно командовал 1-м кавалерийским корпусом. В Бородинской битве, во время рейда кавалерии М. И. Платова и Ф. П. Уварова, возглавлял первую атаку трёх конных полков на пехоту противника. В сражении при Тарутине начальствовал первой колонной. Плодами внезапной атаки его конницы стали все захваченные в этот день российские трофеи (награждён орденом Св. Георгия 3-го класса). Участвовал в боях под Малоярославцем, Гжатском, Ляховым, во главе летучего партизанского отряда в составе 6 казачьих, Нежинского драгунского полка и 4 орудий донской конной артиллерии , Красным, Вильной.
В 1813—14 годах командовал конвоем Александра I и находился при нём под Люценом, Бауценом, Дрезденом, Кульмом. 15 сентября 1813 года получил чин генерал-лейтенанта. Отличился в Лейпцигском сражении, где ударил с казаками во фланг неприятельским кавалерийским массам, стремившимся прорвать центр российской армии. Во время отступления Наполеона к Рейну Орлову-Денисову поручен был отряд с приказанием преследовать французов и всячески вредить им. Участвовал в бою при Ханау.
В мирное время граф жил в Петербурге и пользовался большим расположением монарха. По отзыву современника, граф Орлов-Денисов, богатырски сложённый, высокого роста, «могучий всадник, был нежным отцом и супругом; с душою пламенною соединял он нрав пылкий. В минуты неудовольствия глаза его сверкали, голос возвышался, но гнев его был непродолжителен. Он любил жизнь роскошную, весёлую, и часто восходящее солнце заставало его за картами».

В 1824 году назначен командиром 5-го резервного кавалерийского корпуса, 22 августа 1826 года произведён в генералы от кавалерии. Сопровождал тело покойного Александра I из Таганрога до Петропавловской крепости. В 1827 году оставил службу, но, когда была объявлена война Турции, снова поступил в войска и состоял при главной квартире государя. 

Гостеприимный, весёлый и любезный среди товарищей, он был молчалив с малознакомыми. Он делал много добра, строил церкви, помогал бедным и в Харькове основал первый детский приют. Природный казак, он искренно любил своих донцев и считал их непобедимыми, а казаки боготворили его и боялись его сурового взгляда.— Николай Михайлович

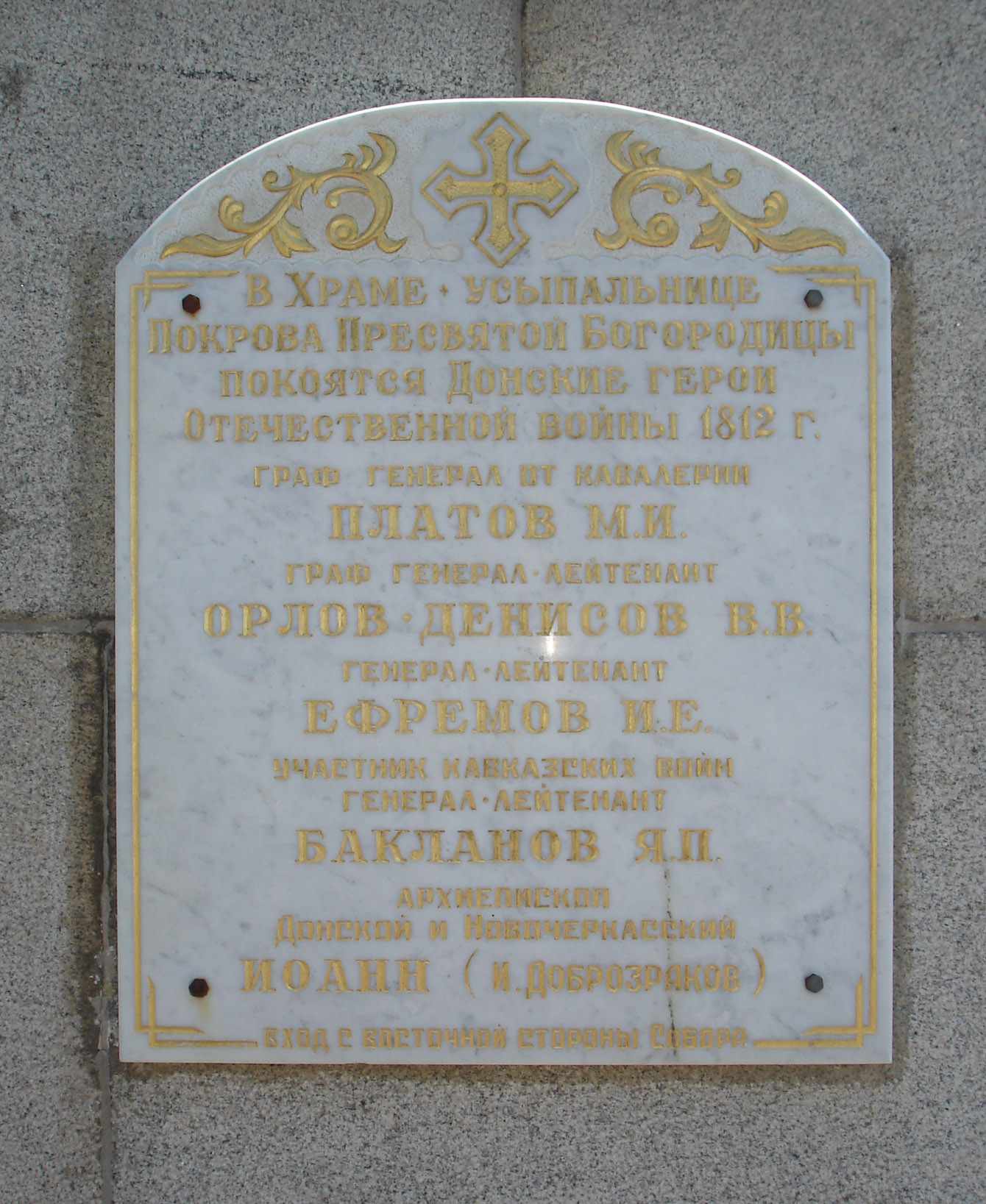
Памятная доска на Вознесенском соборе в Новочеркасске

23 марта 1828 года первым в период правления Николая I был удостоен звания генерала, состоящего при Особе Его Величества.
В 1820 году основал имение Шиханы.
Смерть жены и одного из сыновей усугубили душевное состояние графа. Он искал уединение и покинул столицу. В 1841 г. Василий Васильевич переехал в Харьков в свою усадьбу Мерчик (ему император Александр предоставил несколько имений). В Харькове генерал стал известным благотворительной деятельностью, большими пожертвованиями в пользу неимущих и церкви. В 1823 г. Василий Васильевич в своих владениях приютил сотни греческих семей, бежавших от зверств турок. Свое пребывание в Харькове Орлов-Денисов ознаменовал пожертвованием 10 тыс. рублей на учреждение детского приюта. Благодаря его вкладу 1 июля 1842 г. убежище было открыто и стало первым заведением подобного рода в России.
Скончался в Харькове и был похоронен в соборном храме Покровского женского монастыря. 27 января 1843 г. состоялись торжественные похороны отставного генерала. Литургию в Успенском соборе служил преосвященный архиепископ Харьковский и Ахтырский Иннокентий. Присутствовало все руководство города и губернии, представители всех слоев населения. По свидетельству корреспондента «Харьковских губернских ведомостей» (30 января 1843 г.), заполнена была не только Университетская улица, по которой двигался погребальный кортеж в Покровский собор, но и балконы, и крыши ближайших домов. Гроб с телом усопшего вынесли шесть генералов во главе с Харьковским генерал-губернатором князем Долгоруковым. Из Чугуева специально для участия в этой церемонии прибыл кавалерийский отряд. После погребения гроба с телом графа В. Орлова- Денисова (в подклете Покровского собора) был дан трехразовый ружейный салют.
В октябре 1911 г. его прах был перенесен в усыпальницу Военного собора в Новочеркасске.
По ходатайству графа Федора Петровича Денисова, Александр I приказом от 26.04. 1801 г. разрешил его внуку принять фамилию и вместе с ним распространить на него и его потомков графский титул, с наименованием: граф Орлов-Денисов.

### Награды
- Орден Святого Георгия 3-й степени (23.12.1812);
- Орден Святого Георгия 4-й степени (20.05.1808);
- Орден Святого Владимира 2-й степени (1813);
- Орден Святого Владимира 3-й степени (1808);
- Орден Святого Александра Невского (05.03.1826);
- Орден Святой Анны 1-й степени (1812);
- Орден Святой Анны 2-й степени с алмазами (1808);
- Серебряная медаль «В память Отечественной войны 1812 года»;
- Бронзовая медаль «В память Отечественной войны 1812 года»;
- Медаль «За взятие Парижа»;
- Медаль «За турецкую войну»;
- Золотая сабля «За храбрость» (1812);
- Золотая сабля «За храбрость» с алмазами (28.01.1813);
- Прусский Орден Красного Орла 1-й степени (1813);
- Прусский Орден «Pour le Mérite»;
- Австрийский Военный орден Марии Терезии, рыцарский крест (1813);
- Баварский Военный орден Максимилиана Иосифа, командорский крест (1813);
- Французский Орден Святого Людовика, большой крест (1815).

## Семья

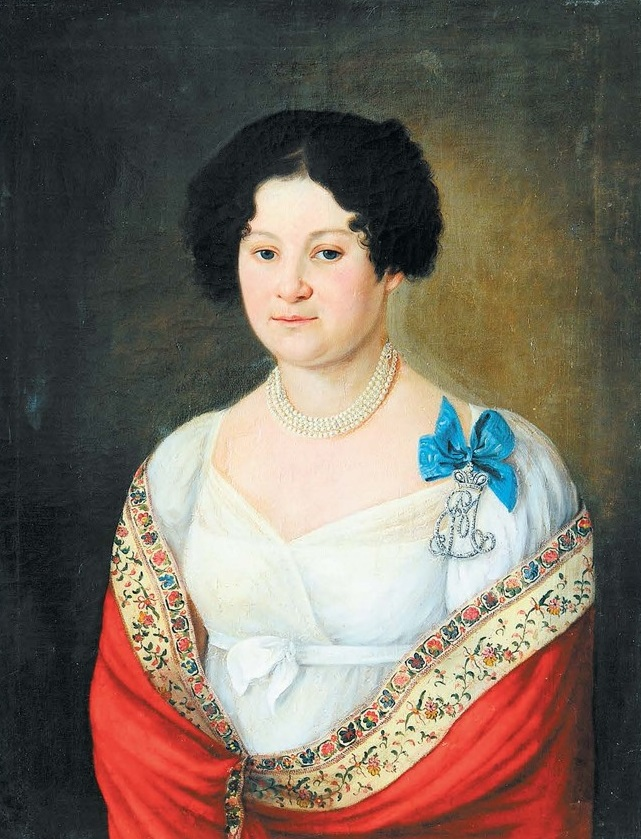
Мария Алексеевна, жена

Жена (с 24 сентября 1805 года) — графиня Мария Алексеевна Васильева (30.01.1784—22.05.1829), дочь первого министра финансов Алексея Васильева (1742—1807) и княжны Варвары Урусовой (1751—1831). Родилась в Петербурге, крещена 1 февраля 1784 года в Симеоновской церкви при восприемстве Г. Р. Державина и сестры Екатерины. С 1801 года фрейлина двора. Венчание её с Орловым-Денисовым было в Петербурге в церкви Таврического дворца. Державин посвятил свадьбе своей крестницы поэму. Брак был удачным, Мария Алексеевна делила с мужем все трудности его походной жизни. 9 февраля 1816 года была пожалована в кавалерственные дамы Ордена Святой Екатерины (малого креста). По словам А. Я. Булгакова, «умерла вследствие родов (от чахотки), все жалели об ней, много осталось детей, и муж в великом огорчении». Похоронена в Донском монастыре в Москве. В браке родились 8 сыновей и 5 дочерей:
- Фёдор (1807—1865), женат на Елизавете Алексеевне Никитиной; у них дети Александра (1837-92), Мария (1838—1913), Николай (1839-97), Алексей Орлов-Денисов-Никитин (1841—1907), Елена (1843-98).
- Алексей (18.10.1808[14]—1834)
- Василий (1810—1827)
- Константин (27.03.1811[15]— ?), крещен 6 апреля 1811 года в Преображенском соборе при восприемстве великого князя Константина Павловича и А. А. Серра-де-Каприолы.
- Екатерина (1812—03.01.1814[16]), похоронена на Больше-Охтенском кладбище.
- Николай (27.02.1815[17]—1855), крестник тетки княгини Е. А. Долгоруковой; женат на известной красавице Наталье Алексеевне Шидловской (1821—1883)[18], наследнице усадьбы Мерчик.
- Софья (1817—1875), фрейлина двора, жена с 13 апреля 1838 года[19] графа В. П. Толстого (1805—1885).
- Вера (16.11.1819[20]— ? ), крестница И. В. Васильчикова и тетки свой княгини Е. А. Долгоруковой.
- Надежда (06.01.1821—07.03.1863), фрейлина двора (19.10.1837), с 1844 года жена генерал-майора Михаила Андреевича Катенина (1810—1866). Оба супруга похоронены в семейной усыпальнице в с. Спас-Купалище Судогодского уезда.
- Пётр (1822—04.05.1860), полковник, умер от чахотки в Париже.
- Михаил (1823—1863), женат на Елене Ивановне Чертковой (1830—1891); у них дети: Елена (1851—1914), Пётр (1852—1881), Мария (1856—1909).
- Иван (01.09.1825[21]—19.09.1825), крестник свой сестры Софьи и И. А. Орлова.
- Любовь (1828—1860), жена князя Н. П. Трубецкого (1828—1900).

Дети
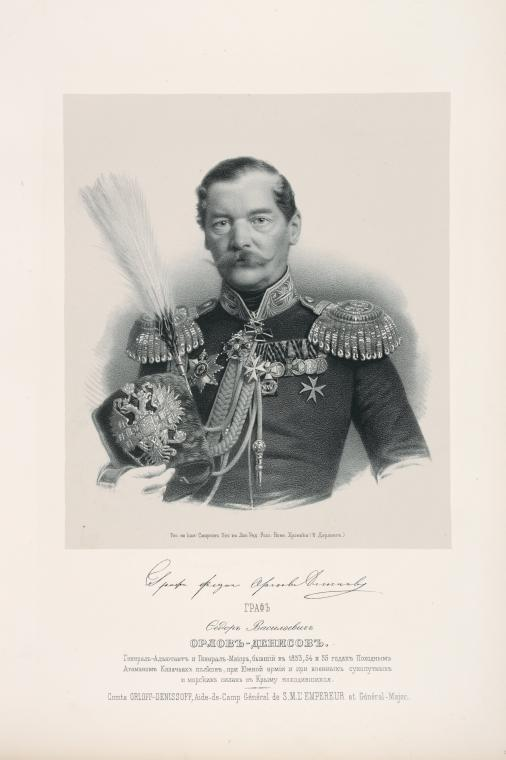
Фёдор Васильевич
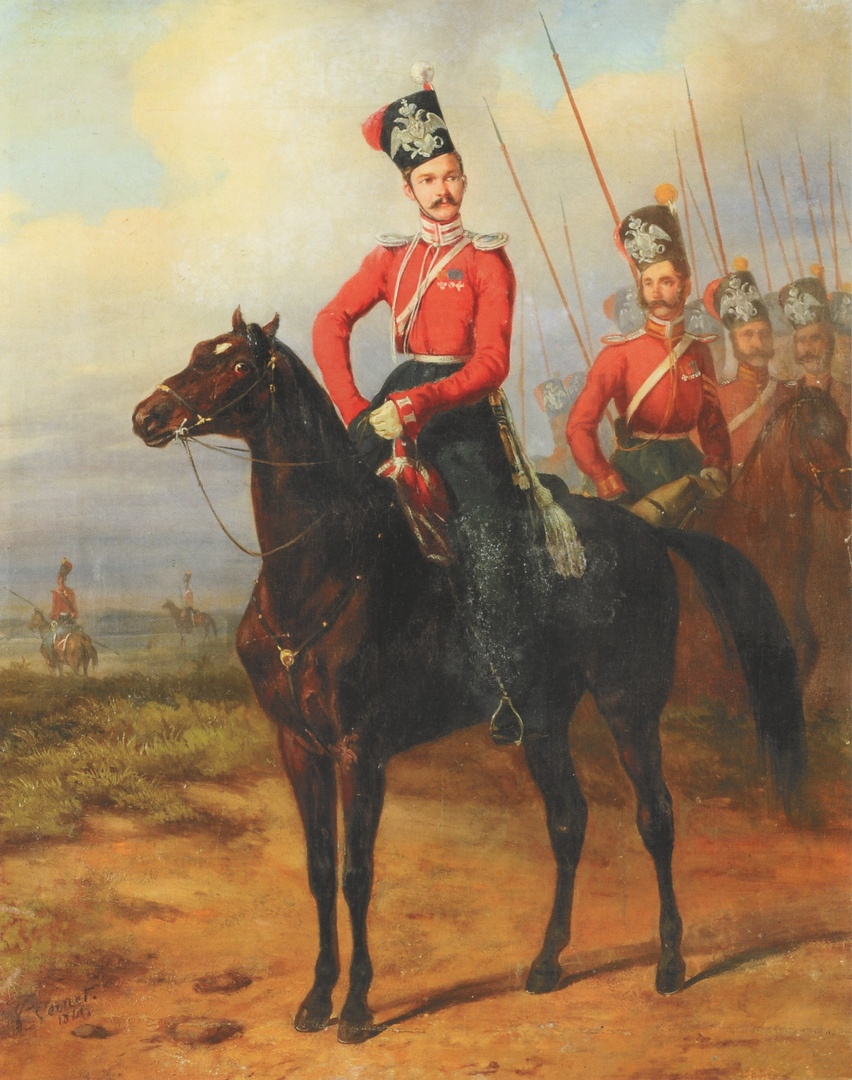
Николай Васильевич
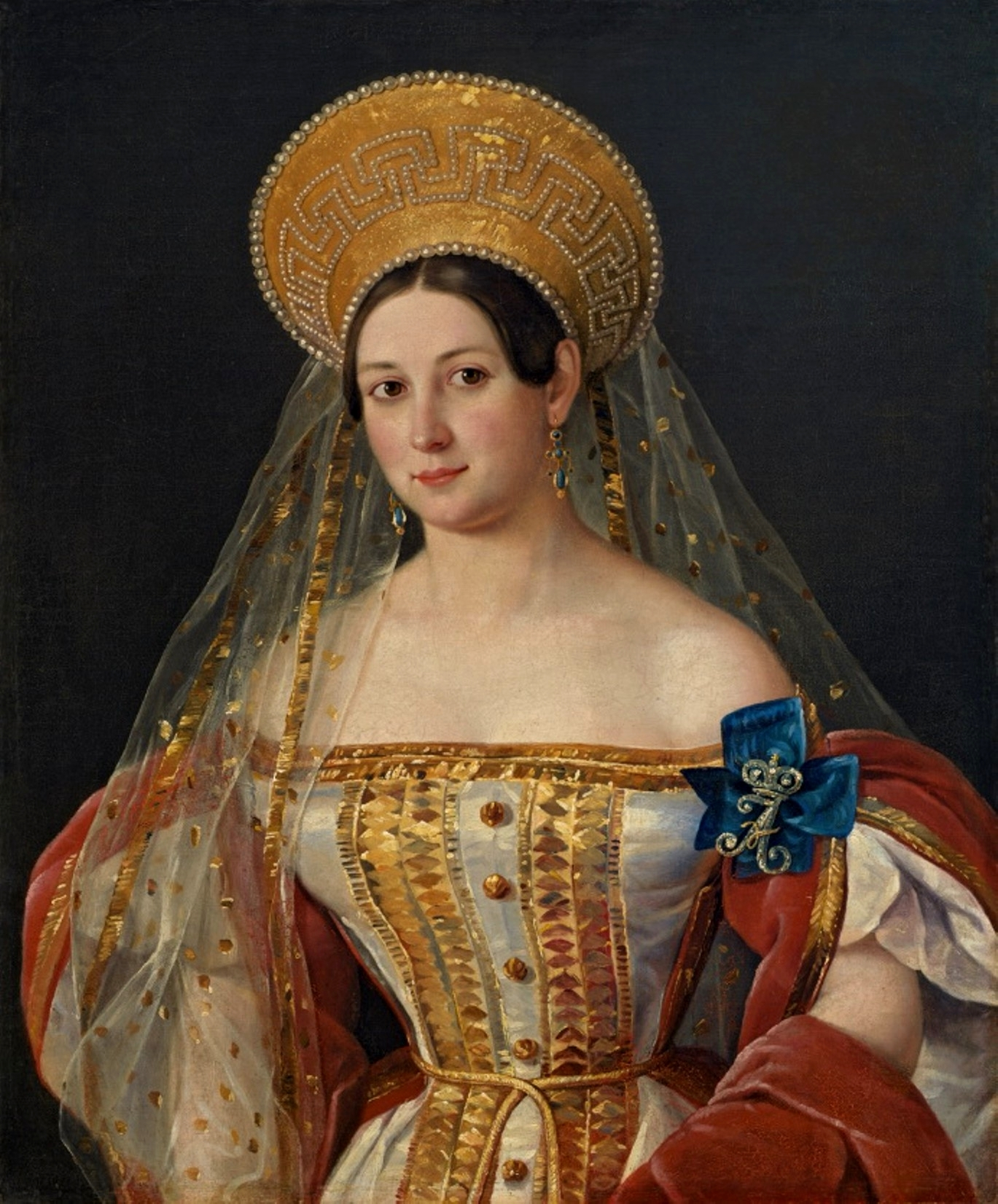
Софья Васильевна
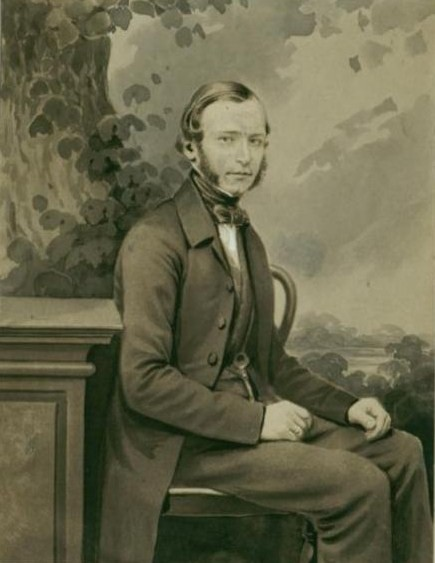
Михаил Васильевич